# Atlético Petróleos de Luanda
O Atlético Petróleos de Luanda (conhecido por Petro Atlético ou Petro Luanda e cujo acrônimo é APL) é um clube multidesportivo angolano sediado na cidade de Luanda. Tem como suas cores tradicionais o azul, amarelo e o vermelho. Seu símbolo e alcunha mais popular é uma torre de uma plataforma de petróleo. O Atlético é um dos maiores e mais populares clubes de futebol de Angola.
Embora tenha atuado em outras modalidades esportivas ao longo dos anos, seu reconhecimento e suas principais conquistas foram alcançados no futebol. O clube é o maior campeão de Angola, ostenta 41 troféus, além de ser o maior vencedor do Derby Angolano, com uma grande vantagem contra seu rival, o Primeiro de Agosto. A nível nacional, foi campeão Girabola 19 vezes, e conquistou outros títulos nacionais oficiais: a Taça de Angola 15 vezes e SuperTaça de Angola 7 vezes.
Na esfera internacional, possui apenas participações nas principais competições do continente: 6 aparições na Taça das Confederações da CAF e 8 aparições na maior competição do continente, a Liga dos Campeões da CAF. Um outro grande feito do Atlético é o de ser, junto ao seu rival Primeiro de Agosto, os únicos clubes que chegaram a semifinais da principal competições de clubes do continente, sendo um eliminado pelo Mamelodi Sundowns da África do Sul na edição de 2001.
De modalidades esportivas importantes ao longo da história atleticana, destacam-se o handebol, onde o clube conquistou dois títulos do Campeonato Nacional, além de títulos no Basquete o clube também teve muitos dos jogadores convocados para a seleção nos Jogos Olímpicos de Verão de 2008, hóquei em patins e vôlei.

## Histórico
O Atlético Petróleos de Luanda foi fundado em 14 de janeiro de 1980, da fusão de três clubes da época: Grupo Desportivo da Sonangol, Clube Atlético de Luanda e o Sport Luanda e Benfica. O clube teve como primeiro nome Athletics Petroleus Luanda.
O nascimento do clube vinha da busca da companhia petrolífera nacional, a Sonangol, de financiar mais fortemente o desporto nacional. O ímpeto de criação do Petro Luanda veio da diretriz da Secretaria de Estado da Educação Física e Desportos (SEEFD) que, à época, preconizava "que seriam as empresas o motor de arranque e elemento dinamizador das atividades desportiva no seio das massas tralhadoras do país".
Foram os primeiros diretores Hermínio Escórcio, António Couço Cabral Júnior e Telmo Guerreiro. A fundação do clube teve papel fundamental também do Ministro dos Petróleos Jorge Augusto "Monty" de Morais.
Sua era inicial é marcada pelo treinador brasileiro Antônio Clemente, que conquistou o primeiro título dos "tricolores", em 1982, além dos de 1987 e 1988, era da chamada "equipa tricolor de luxo", que contava com os futebolistas Abel Campos, Saturnino de Jesus, Manuel Saavedra, Ghislão Lufemba, Luisinho Cazengue, Ralph, Rasgado, Balalau, Antoninho de Oliveira, Jaime Nejó, Mateus Lúcio, Paulão, Quim Sebas, Tozé e Santo António.
Em 1995 o Sport Luanda e Benfica se desassociou do Petro Luanda e voltou a ser um clube independente.
Chegou a ser base atlética quando a Seleção Angolana de Futebol teve sua primeira participação na Copa do Mundo em 2006, onde quatro atletas do Petro Atlético foram convocados: Antônio Lebo Lebo, Lamá, Zé Kalanga e Luís Delgado.

## Títulos
| NACIONAIS | NACIONAIS           | NACIONAIS | NACIONAIS |
| Troféus   | Competições         | Títulos   | Temporadas |
| --------- | ------------------- | --------- | --- |
|           | Girabola            | 19        | 1982, 1984, 1986, 1987, 1988, 1989, 1990, 1993, 1994, 1995, 1997, 2000, 2001, 2008, 2009, 2021–22, 2022–23, 2023–24 e 2024–25 |
|           | Taça de Angola      | 15        | 1987, 1992, 1993, 1994, 1997, 1998, 2000, 2002, 2012, 2013, 2017, 2021, 2022, 2023 e 2024                                     |
|           | Supertaça de Angola | 7         | 1987,1988, 1993, 1994, 2002, 2013 e 2024                                                                                      |

## Participações nas competições CAF
- Liga dos Campeões da CAF: 5 participações

1998 - Segunda Eliminatória
2001 - Semi-Final
2002 - Primeira Eliminatória
2004 - Terceira Eliminatória
2007 - Primeira Eliminatória
2009 - Primeira Eliminatória
2010 - Segunda Eliminatória
2020 - Fase de Grupos
2021 - Fase de Grupos
2022 - Meia Final

- Copa da CAF: 1 participação

1997 - Finalista
- Taça das Confederações da CAF: 3 participações

2004 - Fase de Grupos
2006 - Fase de Grupos
2008 - Segunda Eliminatória
- Taça Africana dos Vencedores: 4 participações

1992 - Primeira Eliminatória
1993 - Segunda Eliminatória
1999 - Primeira Eliminatória
2003 - Primeira Eliminatória

## Estádio
O clube realiza os seus jogos em casa no Estádio 11 de Novembro, que tem uma capacidade máxima de 50 000 lugares e foi um dos palcos do Campeonato Africano das Nações de 2010.

## Plantel actual
Atualizado em 25 de junho de 2025
Legenda
- : Capitão
- : Jogador suspenso
- : Jogador lesionado

## Treinadores
- António Clemente (1982)
- Severino Miranda (1984)
- Carlos Silva (1986)
- António Clemente (1987–1988)
- Carlos Queiroz (1989–1990)
- Gojko Zec (1992–1994)
- Jesus (1995)
- Jorge Ferreira (1997–1998)
- Djalma Cavalcanti (2000–Dec 2001)
- José Roberto Ávilas (Jan 2002–Dec 2002)
- Jan Brouwer (Dez 2002–Ago 2004)
- Antônio Clemente (Ago 2004–Jan 2005)
- Arthur Bernardes (Jan 2005–Out 2005)
- Carlos Alhinho (Out 2005–Abr 2006)
- Djalma Cavalcanti (Maio 2006–Dez 2006)
- Bernardino Pedroto (Jan 2007–Nov 2010)
- Miroslav Maksimović (Nov 2010–Mai 2012)
- Miller Gomes (Maio 2012–Abr 2013)
- José Dinis (Abr 2013–Nov 2013)
- Alexandre Grasseli (2014–Out 2015)
- Beto Bianchi (Nov 2015–2019)
- Joaquim Valinho (2020–2021)
- Alexandre Santos (2021–?)
- Franc Artiga (Jun 2025–presente)[6]

## Modalidades

### Andebol
O Petro também tem uma equipa de Andebol bem sucedida nas elites Nacional e internacional.

### Basquetebol
Campeão Africano 2015

### Hóquei em Patins
O Petro de Luanda é o clube com mais títulos de hóquei em patins em Angola. O clube conquistou 9 Campeonatos Angolanos, 2 Taças de Angola e 3 Supertaça de Angola, a nível nacional.

#### Títulos
Atualizado em 24 de dezembro de 2014.
- Campeonato Angolano de Hóquei em Patins: 9

1994, 1998, 1999, 2000, 2001, 2002, 2003, 2004, 2005
- Taça de Angola: 2

2006, 2012
- Supertaça: 3

2006,2007,2009